# Lee Malia
Lee Malia es un guitarrista británico nacido en Sheffield, Inglaterra, es miembro de la banda de rock alternativo Bring Me The Horizon.
Es parte de la banda BRING ME THE HORIZON desde 2003.

## Biografía
Lee Malia nació el 4 de junio de 1987 en Sheffield, en su niñez comenzó a tocar guitarra por su maestro Frank White. Su primera guitarra fue una Jackson aunque tiempo después le compraron una epiphone, en la preparatoria conoció al vocalista Oliver Sykes desde ahí formaron la banda Bring Me The Horizon, iniciaron como una banda de Deathcore, además era amigo en la preparatoria de los integrantes de la banda Arctic Monkeys, en 2017 Lee se casó con su novia Deni Marie McGonigle.

## Bring Me The Horizon (2003-presente)
Oliver Sykes y Lee Malia formaron la banda junto con el bajista Matt Kean y el baterista Matt Nicholls, el nombre de la banda fue sacado de la película Pirates of the Caribbean: The Curse of the Black Pearl: "Now bring me that horizon" (Ahora tráeme ese horizonte) a excepción de que se cambió para que quedase como Bring Me The Horizon., tiempo después conocieron al guitarrista Curtis Ward, Lee pasó a ser guitarrista líder. En 2003 grabaron su primera demo, llamado The Bedroom Sessions con edades comprendidas entre 13 a 17 años. La demo contenía cinco canciones, las cuales todas fueron regrabadas o reescritas en trabajos posteriores de la banda.
Luego de este EP la banda firmó con varias discográficas en distintas partes del mundo. En Reino Unido y Europa firmaron con Visible Noise y Earache Records, en Australia firmaron con Shock Records y en Estados Unidos y el resto del mundo firmaron con Epitaph Records.
El 2 de octubre de 2004, la banda lanza su primer EP, This Is What the Edge of Your Seat Was Made For bajo la discográfica Thirty Days of Night Records siendo este el primer material que la discográfica había hecho. El EP contaba con cuatro canciones, ese mismo día se anunció que contenía un single/vídeo, Traitors Never Play Hangman. El 21 de noviembre se volvió a lanzar en Estados Unidos, dándose a conocer., actualmente han lanzado siete álbumes de estudio los cuales son Count Your Blessings, Suicide Season, There Is a Hell, Believe Me I've Seen It. There Is a Heaven, Let's Keep It a Secret, Sempiternal, That's The Spirit, Amo y Post Human: Survival Horror, además de dos álbumes en vivo.

## Guitarras
Lee tiene una Les Paul Custom perteneciente a la marca Gibson.
Además de esa tiene otras guitarras de marca Gibson, como por ejemplo tiene una Gibson Melody Maker II Single Coil, además tiene una Epiphone Ltd. Ed. Lee Malia Explorer Custom Artis, etc.

## Vida personal
Su banda favorita se llama Bon Iver, su superhéroe favorito es Batman y le gustan las películas como Jurassic Park, su primer tatuaje fue a los 18 años además le gusta mucho jugar videojuegos, la canción que más le gusta tocar es "Master of Puppets" de Metallica.

## Discografía
Bring Me The Horizon
- The Bedroom Sessions (Demo) (2003)
- This Is What the Edge of Your Seat Was Made For (EP) (2004)
- Count Your Blessings (2006)
- Suicide Season (2008)
- Suicide Season: Cut Up! (remixes) (2009)
- There Is a Hell, Believe Me I've Seen It. There Is a Heaven, Let's Keep It a Secret (2010)
- The Chill Out Sessions (E.P remixes) (2012)
- Sempiternal (2013)
- That's The Spirit (2015)
- Live at Wembley (2015)
- Live at the Royal Albert Hall (2016)
- Amo (2019)
- Music to Listen To... (EP) (2019)
- Post Human: Survival Horror (EP) (2020)
- Post Human: Nex Gen  (2023)